# Elophos zelleraria
Elophos zelleraria är en fjärilsart som beskrevs av Freyer 1836. Elophos zelleraria ingår i släktet Elophos och familjen mätare. Inga underarter finns listade i Catalogue of Life.